# Die Katze des Rabbiners
Die Katze des Rabbiners (Originaltitel: Le Chat du rabbin) ist eine Comic-Reihe des französischen Zeichners Joann Sfar, der diese 2001 begann. 2011 entstand ein gleichnamiger animierter Spielfilm.
Das Werk hat sich in Frankreich bis Mitte 2006 bereits 450.000 Mal verkauft. Der zweite Band, Malka, der Herr der Löwen, war 2003 auf dem Festival International de la Bande Dessinée d’Angoulême als Bestes Album nominiert.

## Handlung
Ein sephardischer Rabbiner lebt mit seiner Tochter Zlabya zu Beginn des 20. Jahrhunderts in Algier. Eines Tages frisst der Kater der Tochter einen Papagei und erlangt dadurch dessen Fähigkeit, zu sprechen. Der Rabbiner will deshalb, dass die Katze die Tora studiert, um eine gute jüdische Katze zu werden. Diese besteht daraufhin auf einer Bar Mizwa. Der Rabbiner des Rabbiners verbietet dies, nachdem die Katze ihn in ein theologisches Streitgespräch verwickelte. Der Rabbiner beschließt deshalb, die Katze selbst zu unterrichten und gibt sie schließlich der Tochter zurück.
Die Katze, die als Kommentator der Geschichte fungiert, führt mit den Beteiligten Diskussionen, wie sie der Talmud als Stilmittel zur Darstellung seiner Lehre verwendet. Sie stellt den Glauben nicht infrage, befindet sich aber als Tier in einem Spannungsfeld, das sie die Religion anders sehen lässt als die Menschen. Auch ist es ihr nun eher möglich als den Menschen, die Schwächen und Widersprüche der Anderen zu erkennen, da sie ihnen unauffällig folgen kann und deshalb sieht, dass ihre Worte und Taten sich manchmal widersprechen. Sie gelangt auf diese Weise Einblicke in die menschliche Seele, aber auch die Kraft des Glaubens und die Schwäche der Gläubigen.
Der Rabbiner wird aufgefordert, ein Französisch-Diktat zu schreiben, um vom israelitischen Rat Frankreichs anerkannt zu werden. Seine Rechtschreibkenntnisse sind aber eher bescheiden, und als er in der Prüfung sitzt, ruft die Katze verbotenerweise Gottes Namen aus, um ihn um Unterstützung zu bitten. Daraufhin verliert sie die Fähigkeit, zu sprechen.
Der Rabbiner bekommt Besuch von seinem Cousin Malka, der stets mit Gewehr und einem Löwen unterwegs ist. Anlässlich des Todes eines Gemeindemitgliedes kommt Besuch aus Frankreich, den der Rabbiner bei sich aufnimmt. Als er erfährt, dass der junge Mann selbst Rabbiner ist und eine neue Stelle übernehmen soll, macht er eine Reise, an deren Ende er erfährt, dass er das Diktat bestanden hat. Bei seiner Rückkehr allerdings stellt er fest, dass sein Gast um die Hand seiner Tochter bittet. Sie verlässt das Haus, der Rabbi und die Katze sind tief getroffen.
Der Rabbiner begleitet seine Tochter und deren Mann nach der Hochzeit nach Paris zu dessen Familie. Schon auf der Überfahrt von Algerien strapaziert der Rabbiner die Nerven des jungen Ehepaars, indem er das jüdische Leben in Frankreich herabwürdigt. Schließlich weigert er sich, das Haus des Vaters seines Schwiegersohnes zu betreten, weil dieser nicht religiös genug ist. Er läuft durch das verregnete Paris, bekommt kein Hotelzimmer und steht vor der verschlossenen Synagoge. Schließlich übernachtet er auf einer Bank in einer Kirche, wo ihn die christlichen Symbole verängstigen. Als ihn der Hunger übermannt, geht er in ein Restaurant, in dem er gegen jede Regel für koscheres Essen verstößt. Er trifft seinen Neffen, der als Straßenkünstler überlebt und sich als Araber ausgibt. Bei ihm verbringt er einige Tage und entwickelt sogar für den Vater seines Schwiegersohnes Verständnis.
Die Katze des Rabbiners ist in Band 4 aus dem regnerischen Paris nach Algerien zurückgekehrt. In „Das irdische Paradies“ zieht die Katze mit Malka und seinem Löwen durchs Land. Malka erweist sich nicht nur als findiger Geschichtenerzähler, sondern auch als großes Schlitzohr, wenn es darum geht, den Lebensunterhalt zu verdienen. Doch seine Tricks klappen nicht immer, und so gerät er in eine Sinnkrise. Und da der Löwe daran nicht ganz unschuldig ist, beschließt er, sich vom Leben zu verabschieden.
In einer Holzkiste voller religiösen Schriften, die der Schwiegersohn des Rabbiners von der antisemitischen kommunistischen Partei der Sowjetunion erworben hat, ist ein russischer Maler als blinder Passagier nach Algier gelangt. Er ist auf der Suche nach einer legendären altisraelitischen Stadt namens „Jerusalem“, die – so der sowjetische Geheimdienst – im Herzen Schwarzafrikas die Jahrtausende überdauert haben soll. Der Rabbiner erklärt sich bereit, zusammen mit dem jungen russischen Künstler (und natürlich seiner Katze, die endlich die Sprache wieder findet) den afrikanischen Kontinent auf der Suche nach der Stadt zu durchreisen. Der Künstler gewinnt zwar auf der Reise eine Kellnerin als Lebensgefährtin, muss aber enttäuscht feststellen, dass die Stadt, die tatsächlich versteckt existiert, nicht gerade offen für Besucher anderer Hautfarbe ist.

## Bisher erschienene Teile
- La Bar-Mitsva (2001), mit einem Vorwort von Éliette Abécassis (dt.: Die Bar-Mizwa, 2004)
- Le Malka des lions (2002), Vorwort: Mohamed Fellag (dt.: Malka, der Herr der Löwen, 2004)
- L’Exode (2003), Vorwort: Georges Moustaki (dt.: Exodus, 2004)
- Le Paradis terrestre (2005), Vorwort: Jean Giraud (dt.: Das irdische Paradies, 2006)
- Jérusalem d'Afrique (2006), Vorwort: Philippe Val (dt.: Jerusalem in Afrika, 2007)
- Tu n'auras pas d'autre dieu que moi (2015) (dt.: Du sollst neben mir keine anderen Götter haben, 2019)
- La Tour de Bab-El-Oued (2017) (dt.: Der Turm von Bab-El-Oued, 2019)
- Petit panier aux amandes (2018) (dt.: Das Mandelkörbchen, 2019)
- La reine de Shabbat (2019) (dt.: Die Königin Sabbat, 2022)
- Rentrez chez vous! (2020) (dt.: Geht zurück nach Hause!, 2022)
- La Bible pour les chats (2021) (dt.: Die Bibel für Katzen, 2024)
- La Traversée de la mer Noire (2023) (dt.: Die Fahrt übers Schwarze Meer; 2024)

## Verfilmung
Auf Basis mehrerer Teile entstand 2011 der preisgekrönte animierte Spielfilm Le Chat du rabbin, bei dem Joann Sfar gemeinsam mit Antoine Delesvaux die Regie übernahm. Als Sprecher für die französische Originalsynchronisation wurden u. a. François Morel (als Katze), Hafsia Herzi (Zlabya), Maurice Bénichou (Rabbi), Mohamed Fellag (Scheich Sfar) sowie Jean-Pierre Kalfon (Malka, der Herr der Löwen) verpflichtet.